# Naturschutzgebiet Kollen- und Westerbachtal
Das Naturschutzgebiet Kollen- und Westerbachtal ist ein Naturschutzgebiet im Raum von Hufe, Oberkollenbach, Niederkollenbach, Engeldorf und Offermannsheide in der Gemeinde Kürten im Rheinisch-Bergischen Kreis.

## Beschreibung
Das Naturschutzgebiet Kollen- und Westerbachtal besteht aus zwei Teilflächen. Der westliche Teil umfasst das Westerbachtal einschließlich seiner orographisch rechten Nebengewässer, beginnend in dem Gebiet zwischen Hufe und Oberkollenbach und endend im Tal der Sülz an der L 284 bei Offermannsheide. Der östliche Teil, der das Bachtal des Kollenbaches und seiner Nebengewässer umfasst, hat seinen Ursprung in Niederkollenbach und endet in Höhe von Engeldorf oberhalb dreier Teichanlagen. Unterhalb des Teiche, die der Kollenbach im Nebenschluss passiert, fließt der Bach wieder innerhalb des NSG dem Westerbach als orographisch linkes Nebengewässer zu. In beiden Teilflächen fließt der Bach überwiegend durch Wald.

## Vegetation und Schutz
In der relativ breiten Aue sieht man Auwälder mit Schwarz-Erlen und Eschen. Im nördlichen Abschnitt öffnet sich die Aue zu einem Wiesental mit Feuchtbrachen, in die stellenweise das Drüsige Springkraut als invasiver Neophyt eingedrungen ist. Das Gebiet mit seinem naturnahen Mittelgebirgsbach und der teilweise offenen und dort mit Feuchtgrünland bewachsenen Aue ist typisch für die Bergischen Hochflächen. Die Schutzgebietsausweisung erfolgte zur Erhaltung und Entwicklung von arten- und strukturreichen Auen-Lebensräumen. Im Einzelnen werden folgende Schutzzwecke festgesetzt:
- Erhaltung und Sicherung der geschützten Biotope: Bruch-, Sumpf- und Auwälder, Sümpfe, Röhrichte, seggen- und binsenreiche Nasswiesen, Großseggenrieder, Quellbereiche sowie natürliche und naturnahe Bereiche fließender und stehender Binnengewässer,
- Erhaltung und Entwicklung naturnaher Kleingewässer und Teiche mit Verlandungszonen als wichtige Lebensräume insbesondere für Amphibien,
- Erhaltung und Entwicklung naturnaher und strukturreicher Auenwälder sowie begleitender Hainbuchen- reicher Hangwälder,
- Erhaltung und Sicherung von anmoorigen Erlenbrüchen und zahlreichen Binsen- und Seggensümpfen als Lebensraum seltener und angepasster Tier- und Pflanzenarten,
- Sicherung der Funktion als Biotopverbundfläche von herausragender Bedeutung.[3]

## Wanderwege
Von Offermannsheide führt der Rundwanderweg A2 durch das Westerbachtal bis in das Quellgebiet bei Oberkollenbach. Vom Wanderweg A2 zweigt der Wanderweg (>) östlich von Engeldorf durch das Kollenbachtal ab und folgt dem Bach bis zur Quelle bei Niederkollenbach. Über Alendung im Norden lassen sich die beiden Bachtäler durch eine Rundwanderung verbinden.

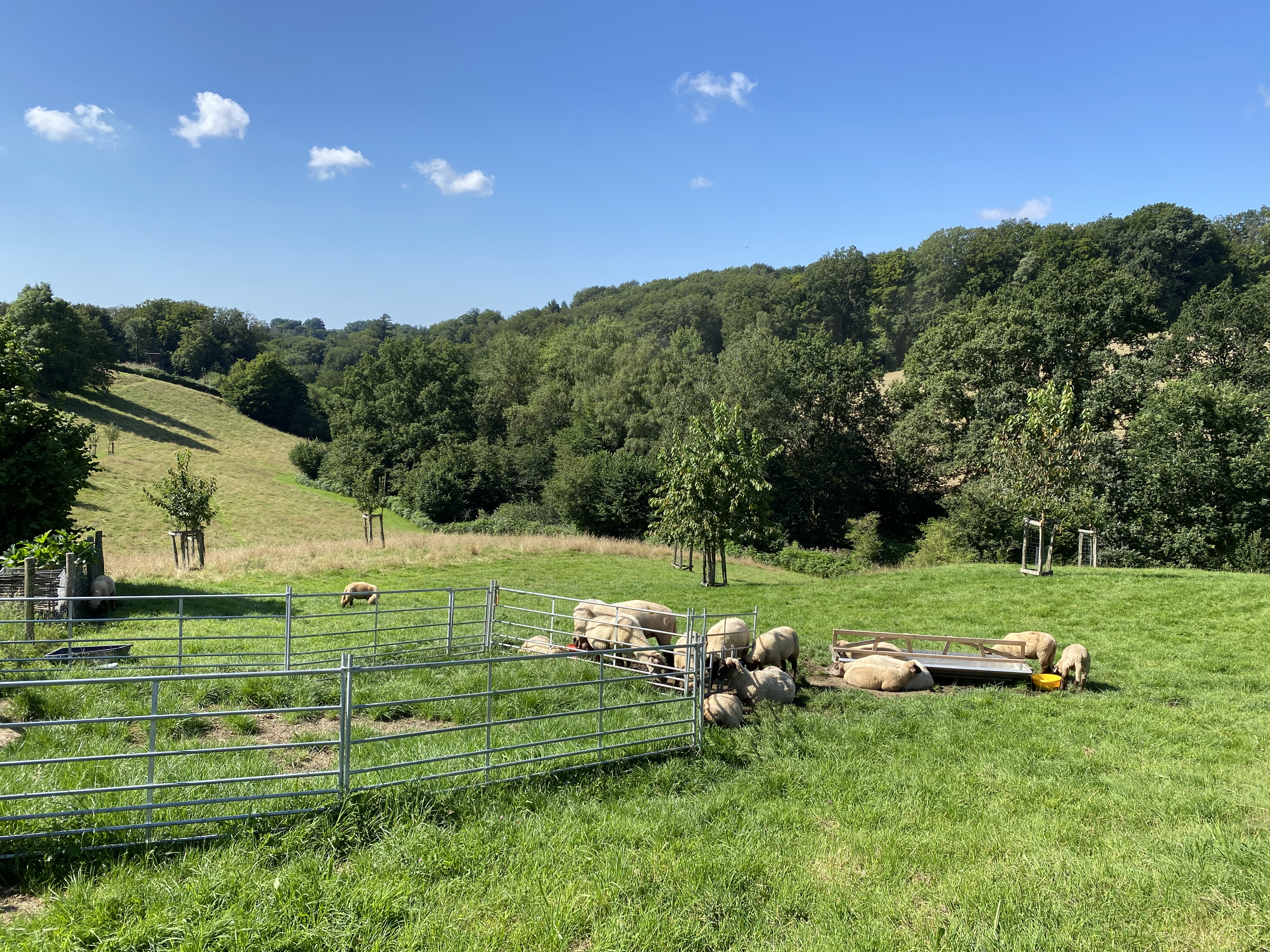
nördl. Beginn des NSG Westerbachtal bei Oberkollenbach
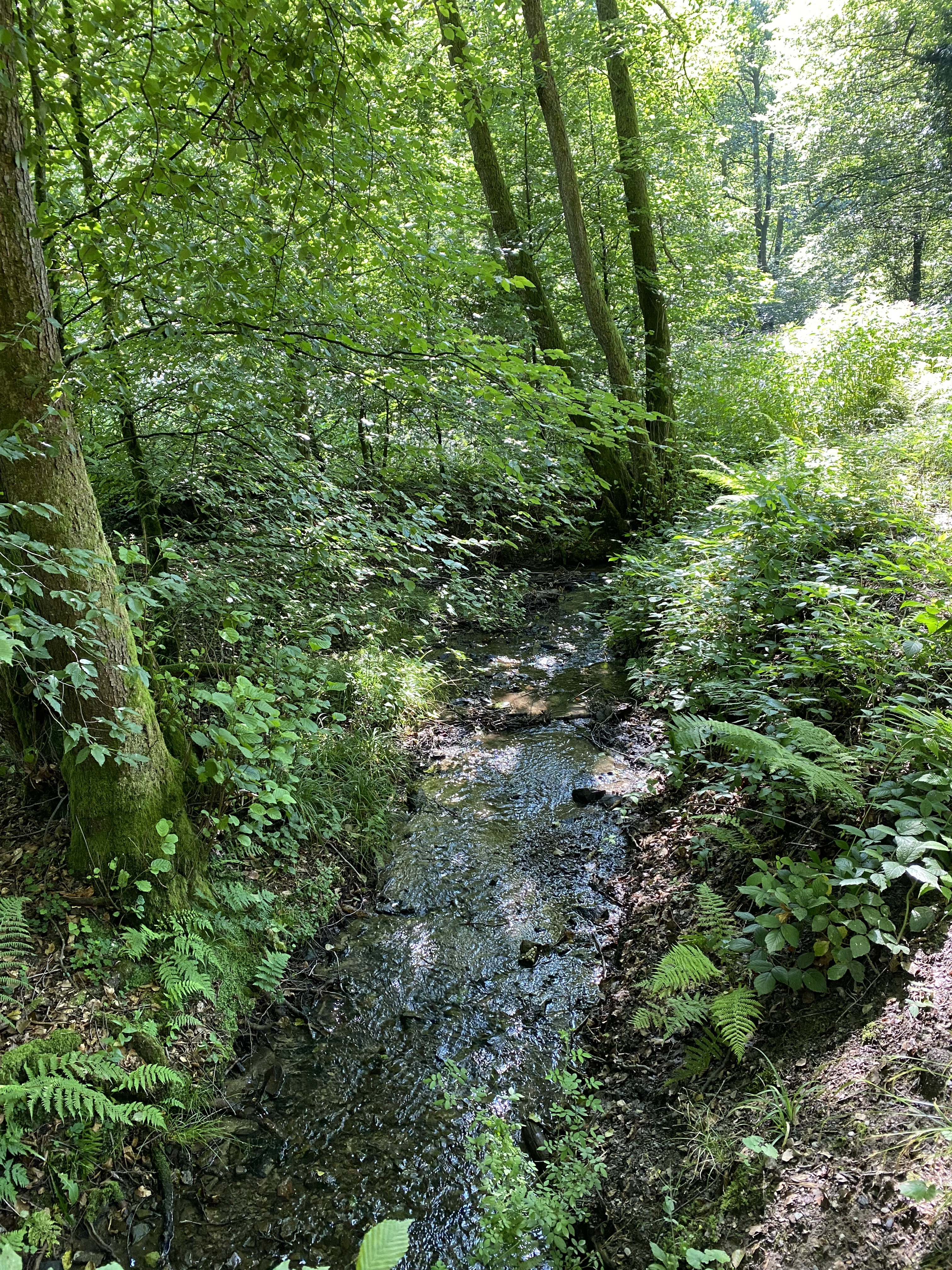
Westerbach
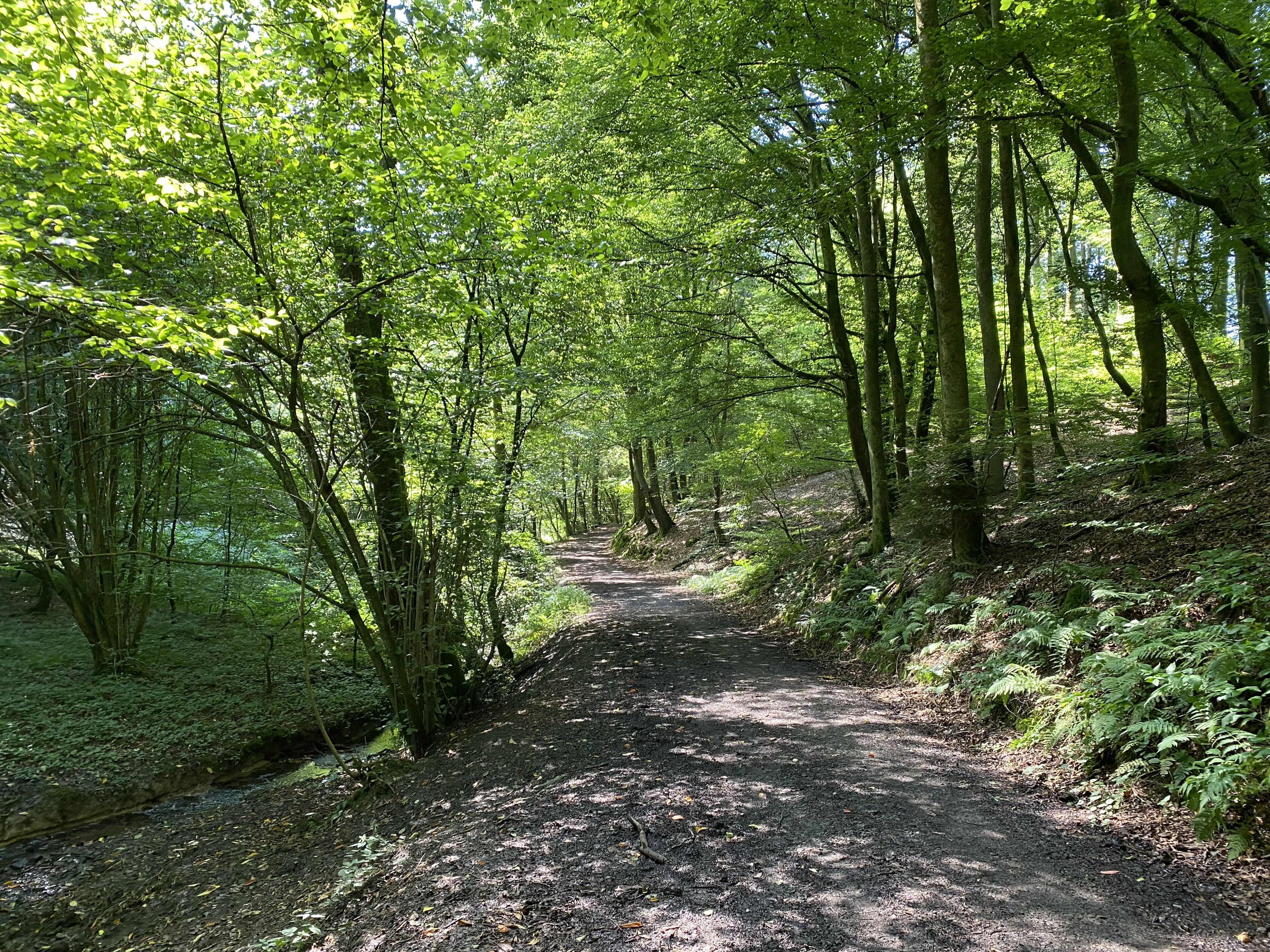
Wanderweg A2 im Westerbachtal
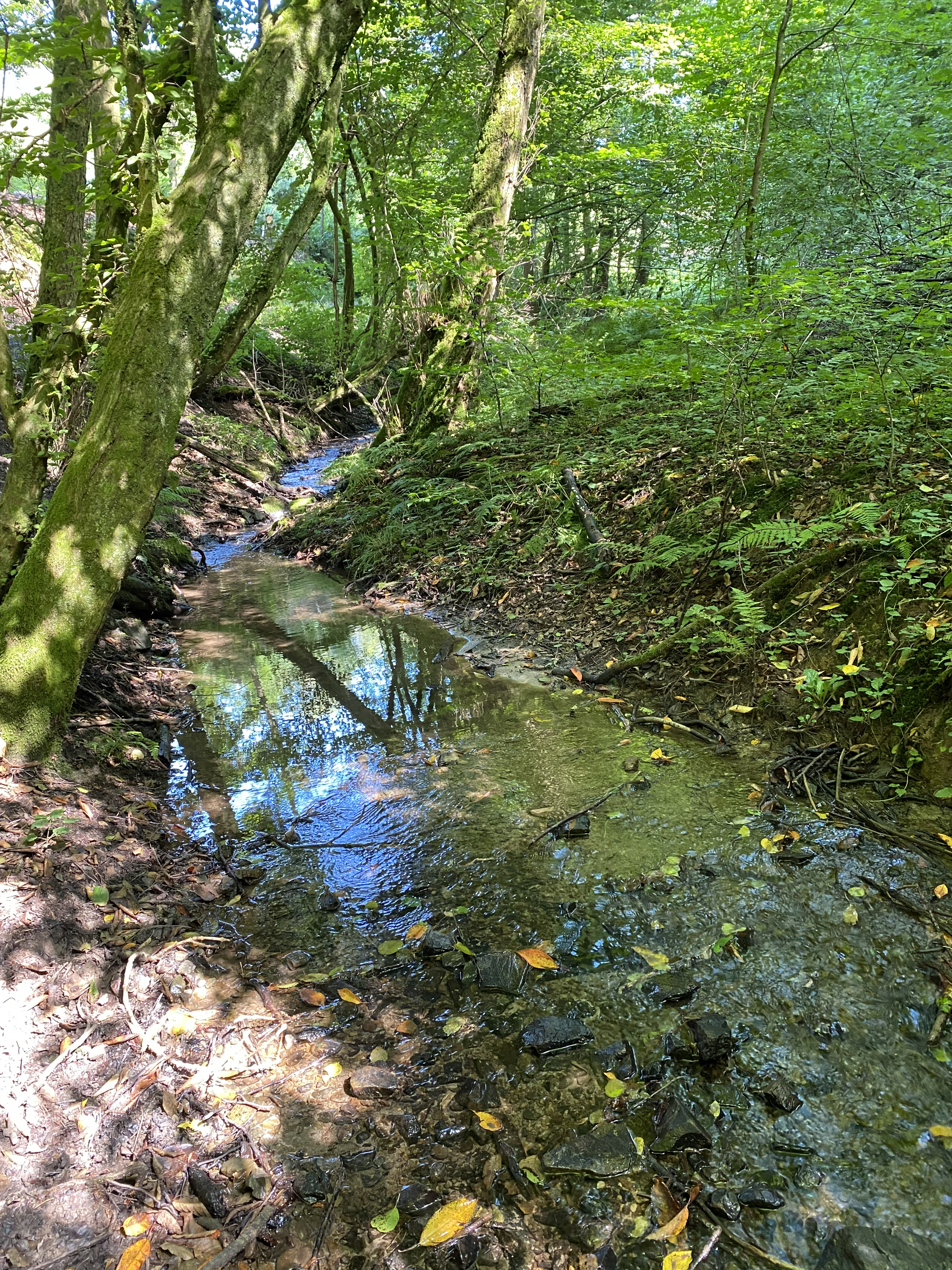
Westerbach
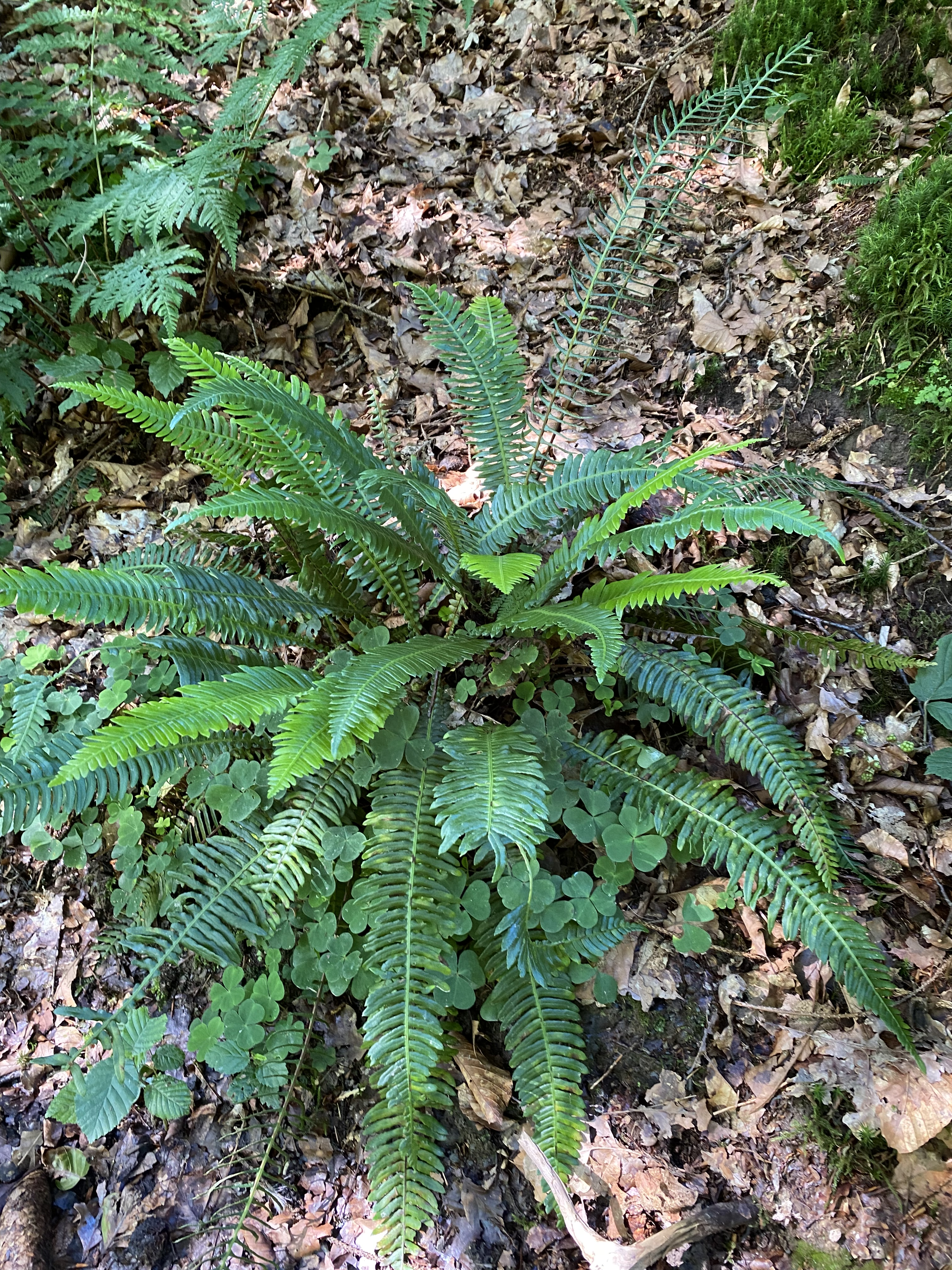
Rippenfarn (Blechnum spicant) im NSG
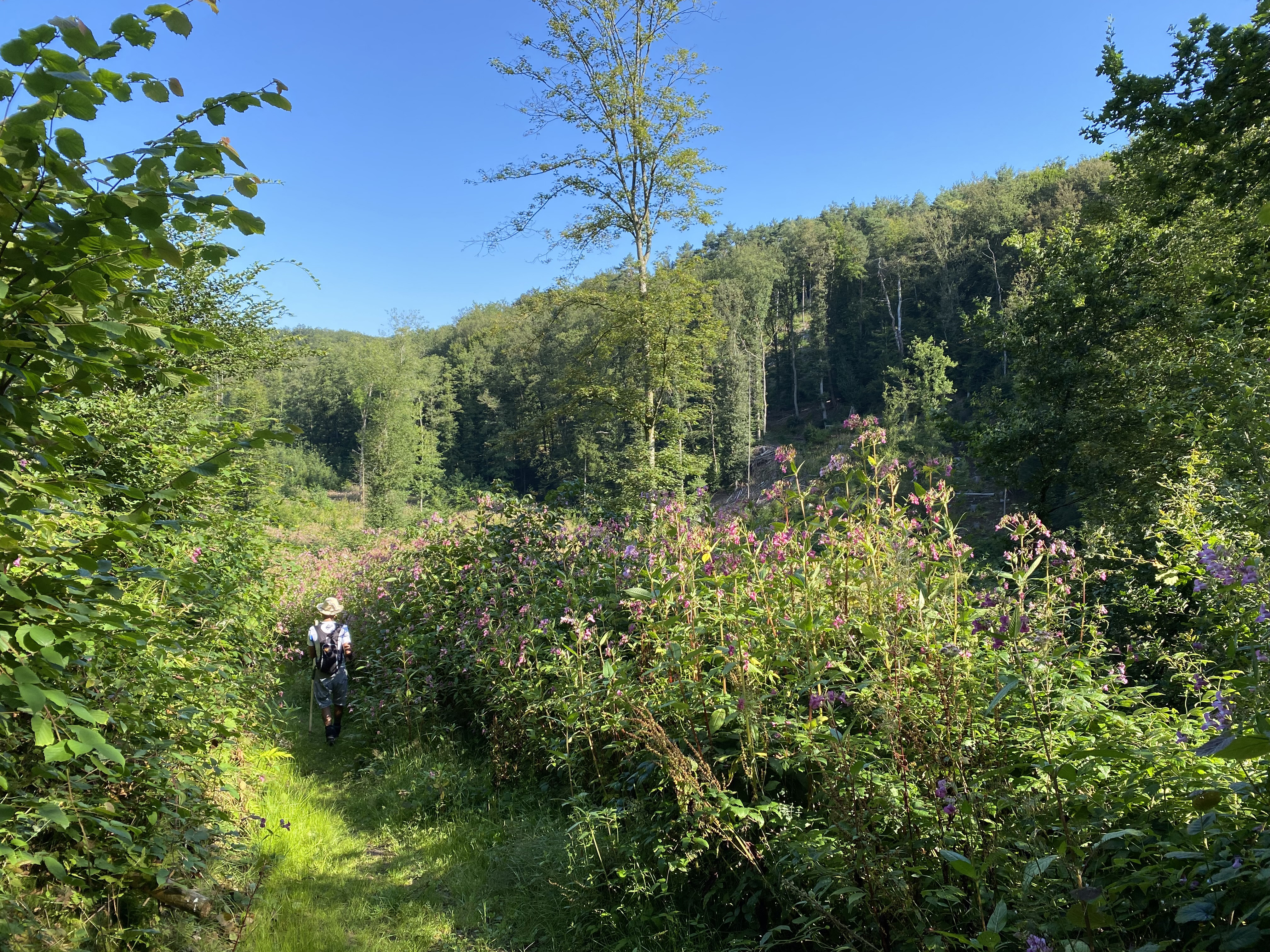
Drüsiges Springkraut dominiert im unteren Westerbachtal
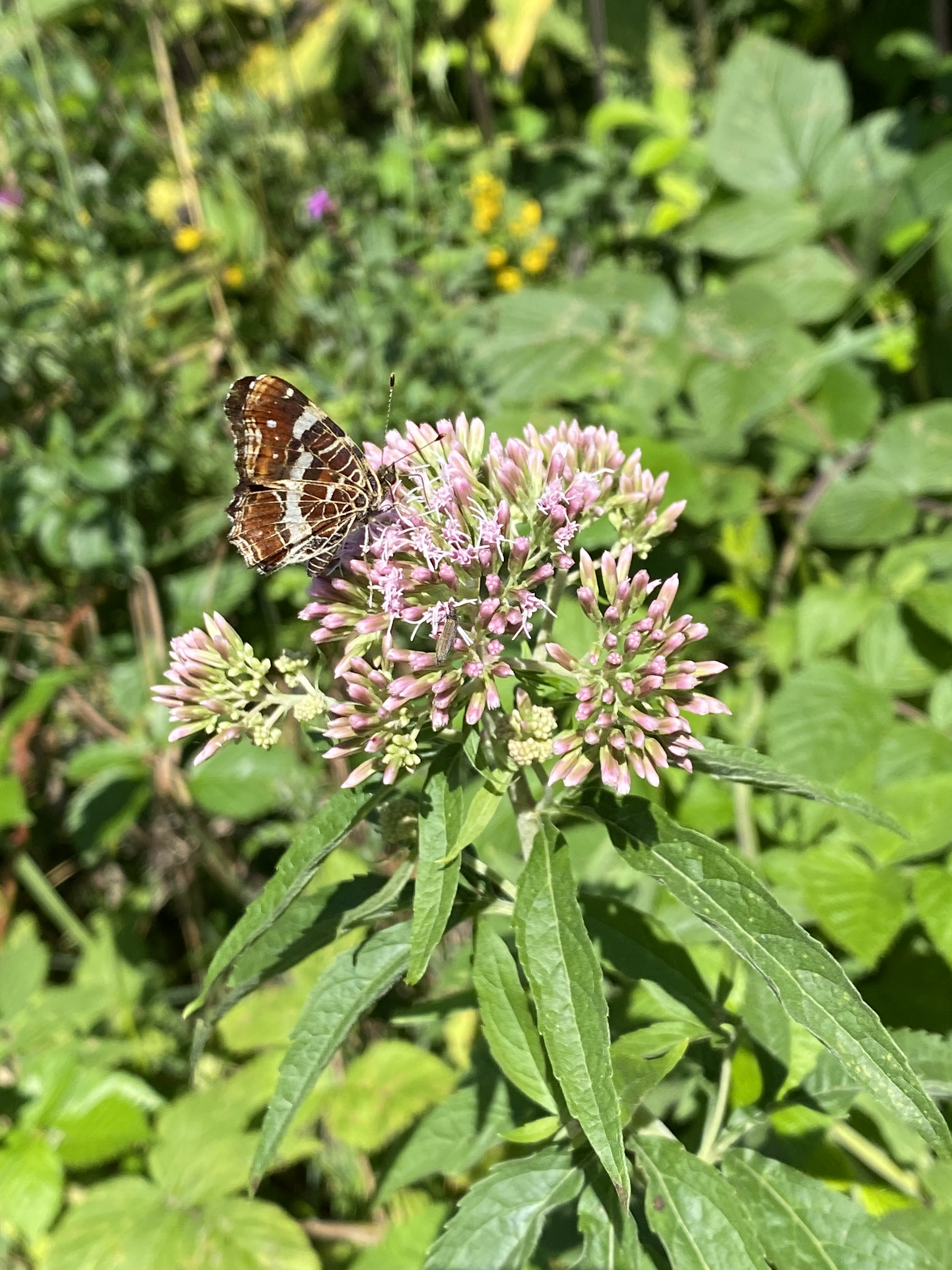
Landkärtchen (2. Gen.) auf Wasserdost im NSG
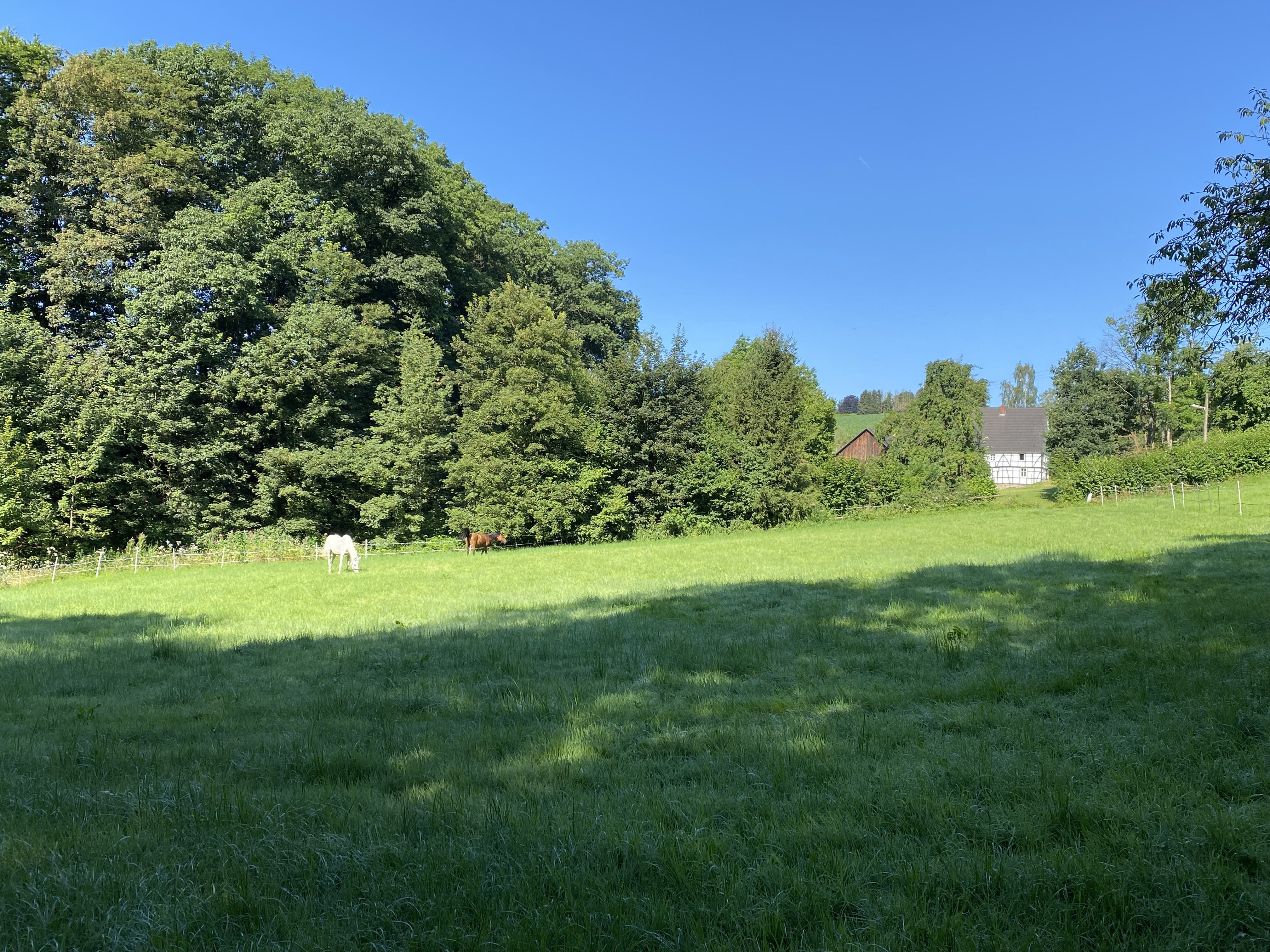
Pferdeweide bei Niederkollenbach
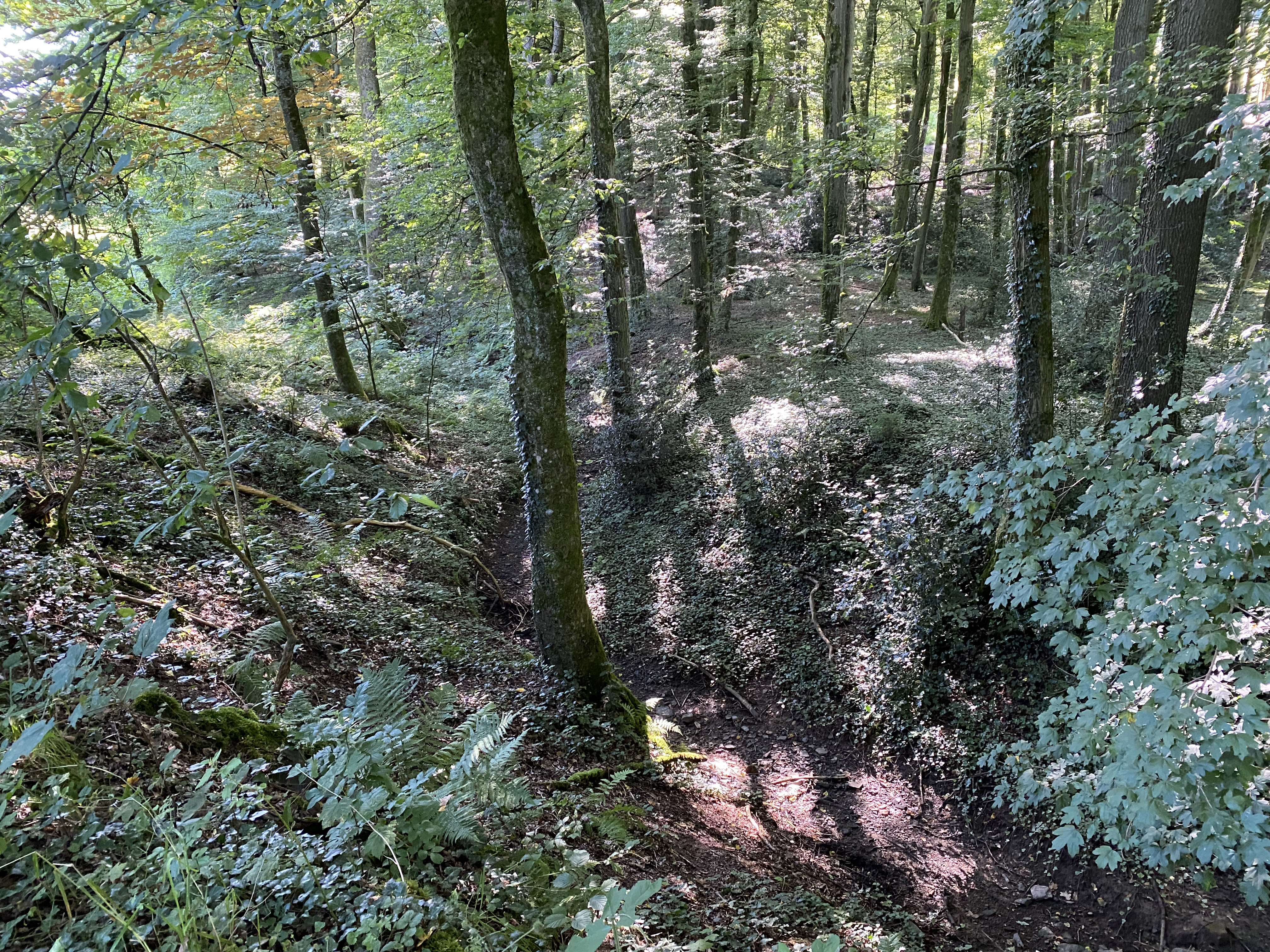
Quellgebiet des Kollenbaches
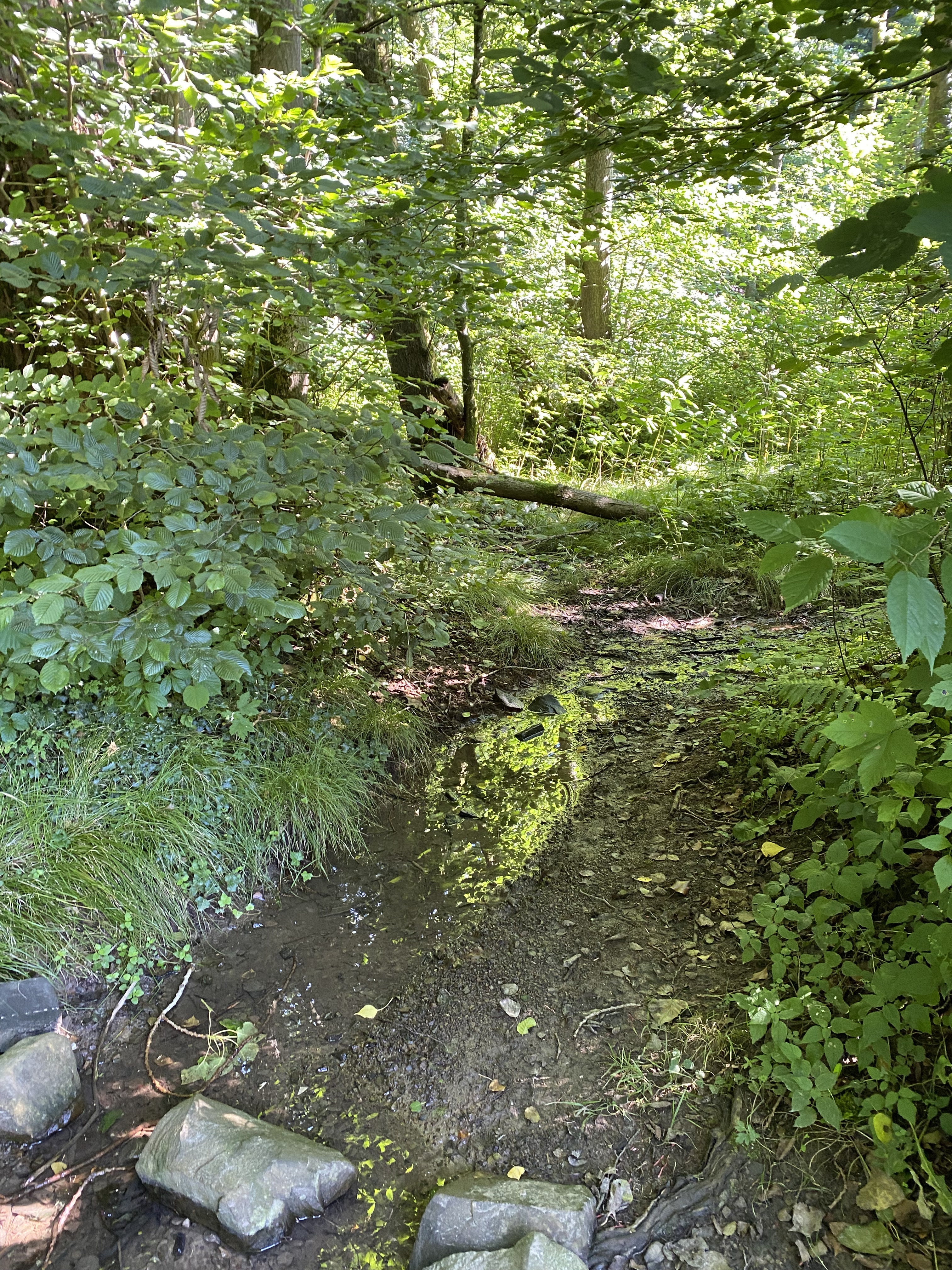
Wanderweg quert den Oberlauf des Kollenbaches
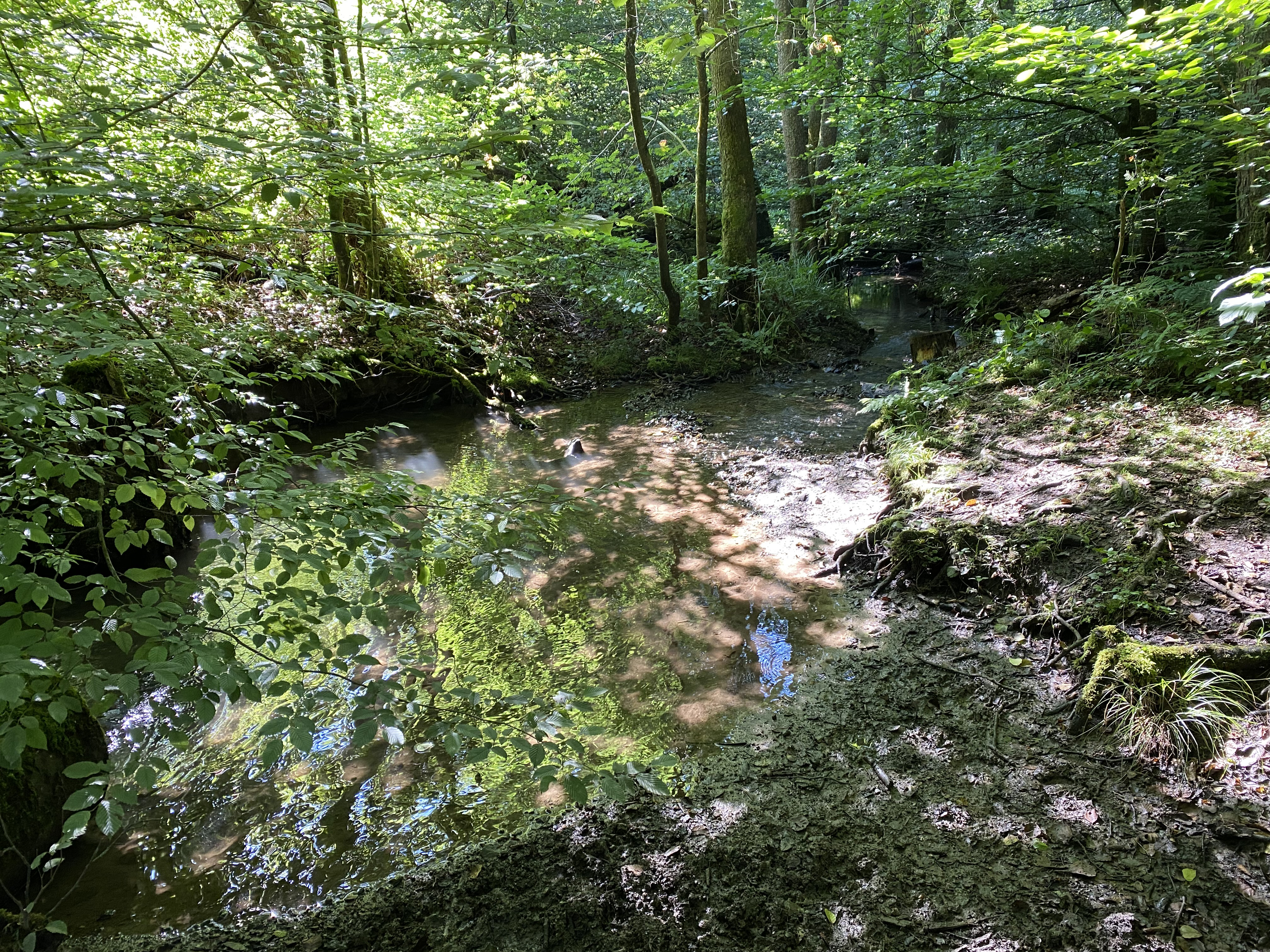
Kollenbach
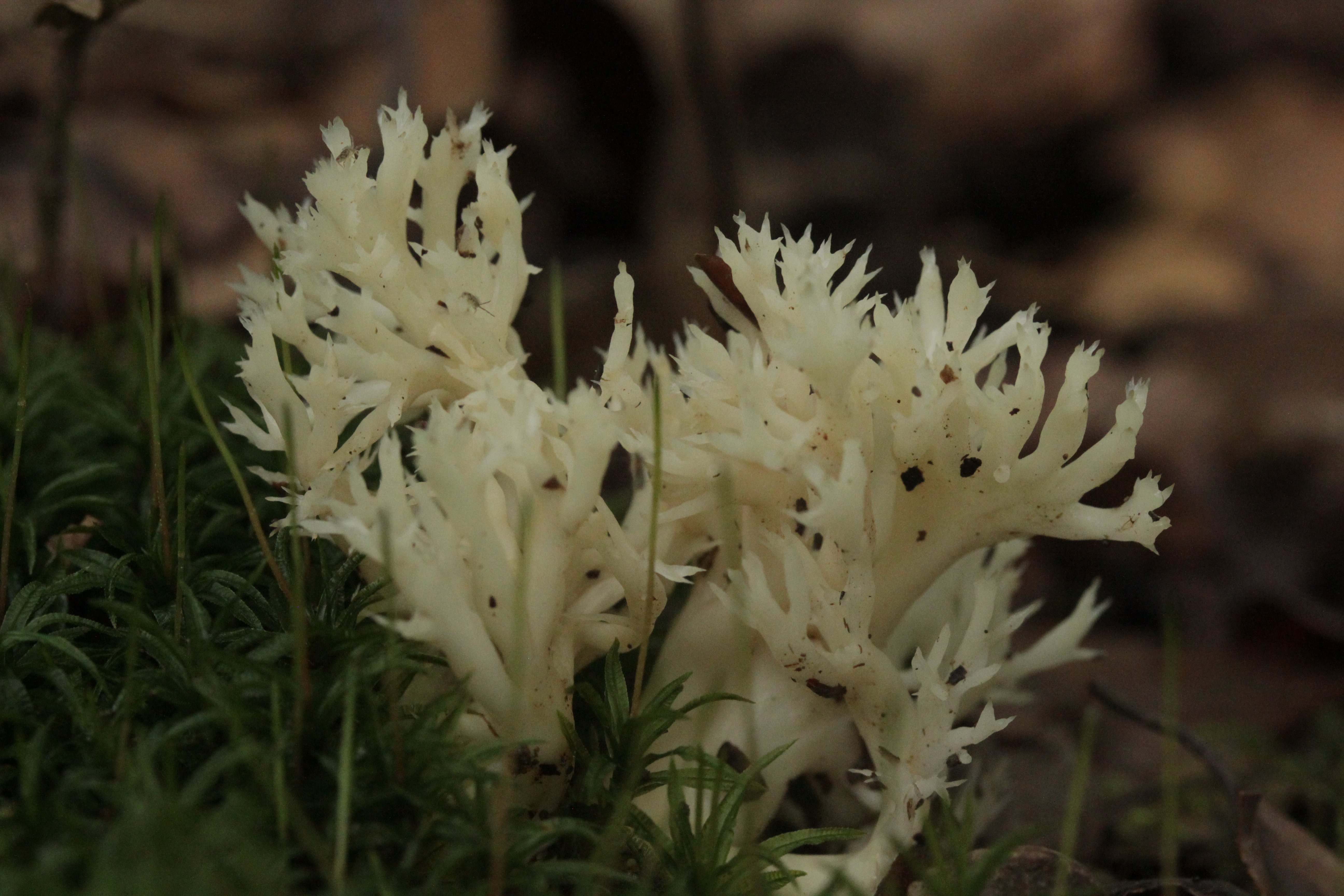
Kammförmiger Keulenpilz (Clavulina coralloides)
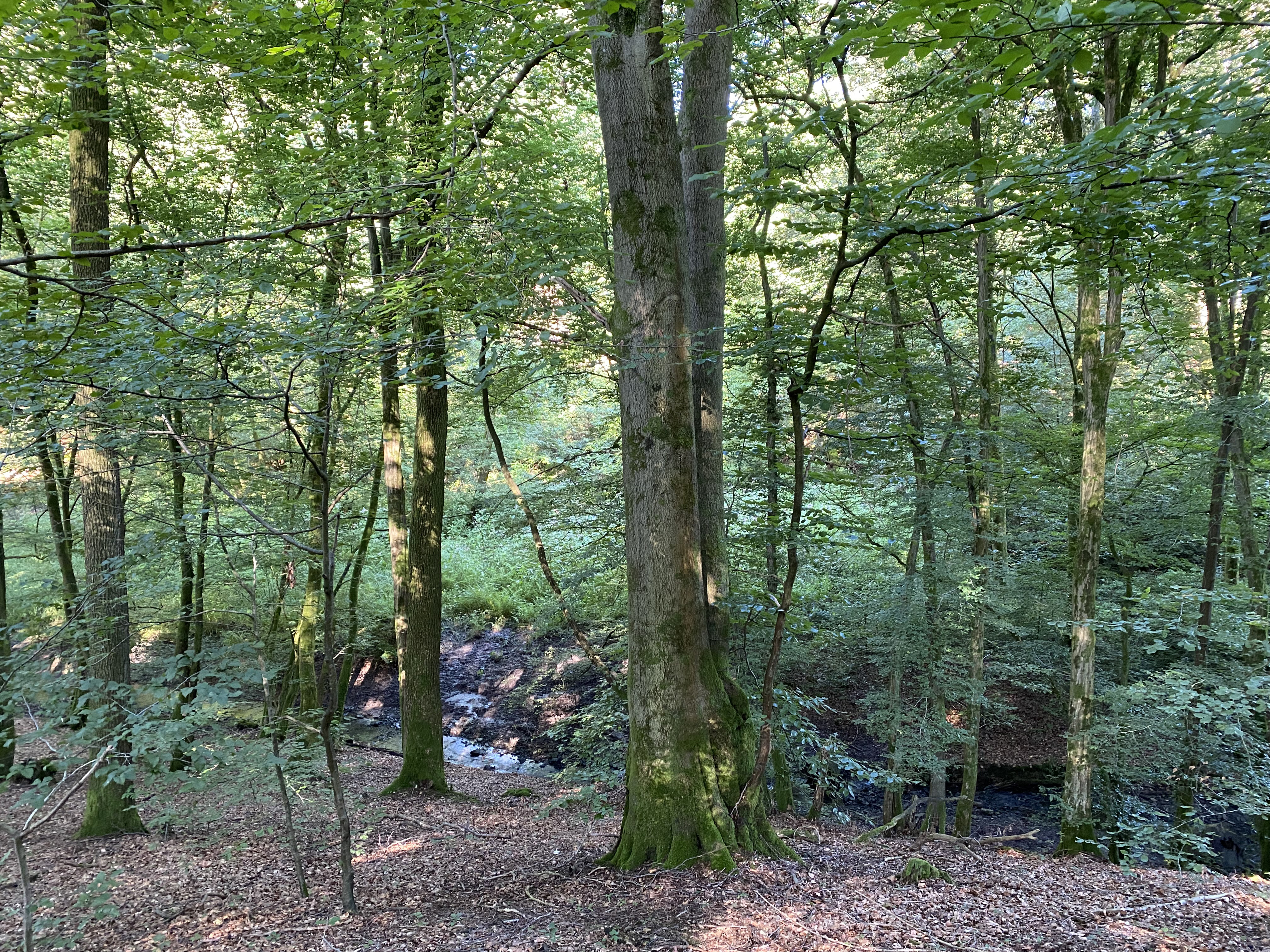
Kollenbach im Buchenwald